# Solubag
 (octobre 2018).
Solubag est un matériau biodégradable pour la création de sacs non polluants. 

## Historique
Le matériau est créé par deux Chiliens: l’ingénieur commercial tomecino Roberto Astete Boettcher et l’avocat penquista Alejandro Castro Riquelme. Ils ont fondé l'entreprise en 2015[réf. nécessaire].

## Caractéristiques
Solubag est un matériau conçu pour remplacer les sacs en plastique, car ils se dissolvent dans de l'eau en la gardant potable.  Le matériau ne contient pas de matériaux à base de pétrole et est élaboré à base de calcaire. 